# Arlen Escarpeta
Arlen Alexander Escarpeta (Belize, 9 april 1981) is een Belizaanse/Amerikaans acteur.

## Filmografie

### Films
Uitgezonderd korte films.
- 2016 Wolves at the Door - als politieagent
- 2015 Whitney - als Bobby Brown
- 2014 Into the Storm - als Daryl
- 2013 Star Trek: Into Darkness – als toegevoegde stem
- 2011 Final Destination 5 – als Nathan
- 2011 Midnight Son – als Russell
- 2010 Brotherhood – als Mike
- 2010 Privileged – als Deshaun
- 2009 Friday the 13th – als Lawrence
- 2009 Dough Boys – als Corey
- 2007 The Ten – als Todd Jaffe
- 2006 We Are Marshall – als Reggie Oliver
- 2006 The Substance of Things Hoped For – als Powers
- 2005 American Gun – als Jay
- 2002 High Crimes – als beveiliger
- 2000 The Playaz Court – als Reggie

### Televisieseries
Uitgezonderd eenmalige gastrollen.
- 2023-2024 Found - als Zeke Wallace - 13 afl.
- 2020 David Makes Man - als volwassen JG - 9 afl.
- 2019 I Am the Night - als Xander - 3 afl.
- 2018 S.W.A.T. - als Devlin - 2 afl.
- 2018 The Oath - als Damon Byrd - 10 afl.
- 2017-2018 The Magicians - als Prince Ess - 5 afl.
- 2002-2005 American Dreams – als Sam Walker – 61 afl.

- Bibliothèque nationale de France: cb16766295z (data)
- International Standard Name Identifier: 0000 0004 3481 2998
- Library of Congress Control Number: no2008054445
- MusicBrainz: 949bda7c-4421-4db8-a90a-7145851a5c7a
- Virtual International Authority File: 309560559
- WorldCat: E39PBJkp6GRpYYV9jB3ffHtVG3